# Pic d’Anglade
Pic d’Anglade – szczyt w Pirenejach, w masywie Néouvielle. Położony jest w południowej Francji, na terenie gminy Vielle-Aure, w pobliżu granicy z Hiszpanią.